# 노다지 (일요일 일요일 밤에)
노다지는 MBC 일요일 일요일 밤에 2부 6시 45분에 방송된 일요일 일요일 밤에의 코너다. 그리고 미션은 "남자팀", "여자팀"으로 나누어 팀당 4명씩 미션 수행을 한다. 2009년 10월 25일 종영하였다.

## 구성원

### 현재
- 진행 MC - 전종환 아나운서로 노다지의 MC.[1]
- 남자팀 - 김제동(남자팀장), 신정환, 이성진, 2AM의 조권
- 여자팀 - 조혜련(여자팀장), 황보, 김나영, 카라의 정니콜

### 이전
- 남자팀 - 2PM의 박재범, 김태현, 최민용
- 여자팀 - 티아라의 전보람

## 진행 방식
팀은 여자 팀과 남자 팀으로 나누고 각 장소마다 두 팀의 대결이 있는데 그 팀이 이기면 열쇠를 받는다. 마지막에 상자를 열 열쇠는 5개로 나뉘어 있는데 4개는 가짜 열쇠고 하나는 진짜 열쇠다. 그리고 마지막에 상자를 열면 그 팀이 승리한다.
첫 번째 장소로 이동하고 장소에서 미션을 수행한 후, 상으로 열쇠를 받는다. 한 팀이 이기면 첫 번째 열쇠를 받는다. 이긴 팀은 차로 이동하고, 진 팀은 도보나 대중교통으로 두 번째 장소에 이동해야 한다.
두 번째 장소에 가면 또 미션이 주어지는데 그 미션에서 한 팀이 이기면 두 번째 열쇠를 받는다. 그리고 진 팀은 벌칙을 수행해야 한다. 그래서 앞에서 말했던 것처럼 이긴 팀은 차로 이동, 진 팀은 도보나 대중교통으로 이동해야 한다.
세 번째 장소에 이동할 경우에는 한 팀이 먼저 오면 세 번째 열쇠를 받는다. 그리고 세 번째 장소에서 미션을 수행한다. 그 미션에서 한 팀이 이기면 네 번째 열쇠를 받고 힌트를 받는다.
그리고 마지막 장소에 이동할 때 한 팀이 먼저 도착하면 마지막 열쇠를 받는다. 그리고 상자를 여는데 남자팀이나 여자팀 중 한 팀의 열쇠가 진짜 열쇠면 그 팀은 승리하는 것이다. 그리고 오늘의 노다지로 선정된 그 보물에 대해서 설명을 듣고 끝난다.

## 회수별 장소와 초대손님
- 1화 - 경기도 수원
- 2화 - 강화도
- 3화 - 경기도 안성 (게스트 멤버: 슈퍼주니어 은혁, 신동, 소녀시대 수영)
- 4화 - 충북 영동 (게스트 멤버: 2PM 황찬성)
- 5화 - 충북 보안 (게스트 멤버: 애프터스쿨 이주연, 2AM 임슬옹)
- 6화 - 인천 (게스트 멤버: 슈퍼주니어 신동)
- 7화 - 경기도 용인 (게스트 멤버: 슈퍼주니어 신동, 은혁)
- 8화 - 강원도 평창 (게스트 멤버: 카라 박규리, 구하라, 2AM 임슬옹)
- 9화 - 전북 전주 (게스트 멤버: 슈퍼주니어 은혁, 신동)

## 사건
2PM 박재범이 "한국 비하 발언"으로 의해 2PM을 탈퇴했으며 그가 참여하고 있는 "노다지"역시 하차하고 친구 2AM 조권이 긴급히 투입되었다.
황보가 노다지 촬영을 하러 가는 중에 교통사고를 당했다. 아무 이상은 없었으나 무릎에 멍이 들었다. (노다지 촬영 현장에 조혜련이 데리고 왔다.)
8월 30일에 故 김대중 전 대통령의 영결식으로 결방했다.
황보가 노다지 9월 27일 촬영 중에 꼬리잡기 하다가 미끄러져서 머리를 다치는 부상당했다. 병원에서 CT 촬영을 했으나 아무 이상이 없었다. (꼬리잡기 방송분은 10월 4일, 추석특집 때다.)
노다지 4회에서 2PM 황찬성과 2AM 조권이 브라운 아이드 걸스의 "Abracadabra(아브라카다브라)"를 패러디 해서 "드러운 아이드 걸스" "다불었때다불었다"라는 패러디에 동참했었는데 노다지에서 브라운 아이드 걸스의 "시건방춤"을 패러디 해 큰 웃음을 선사했다.
슈퍼주니어 신동이 두 번째로 노다지 출연 때 재주넘기 미션에서 남자팀이 패배를 해서 벌칙을 받았다. 그 벌칙은 네 사람이 눕고 그 옆에 자전거 돌기였다. 김제동, 신정환, 2AM 조권, 슈퍼주니어 신동이 누웠는데 무서워서 벌벌 떨어서 비명을 지르기도 했다. (자세한 사항은 10월 4일 방송분에서)

## 경쟁 프로그램
- 일요일이 좋다
  - 패밀리가 떴다 (1부 프로그램)
  - 골드미스가 간다 (경쟁 프로그램)

- 해피선데이
  - 남자의 자격 (1부 프로그램)
  - 1박 2일 (경쟁 프로그램)

- 일밤
  - 오빠밴드 (1부 프로그램)